# Psicofísica

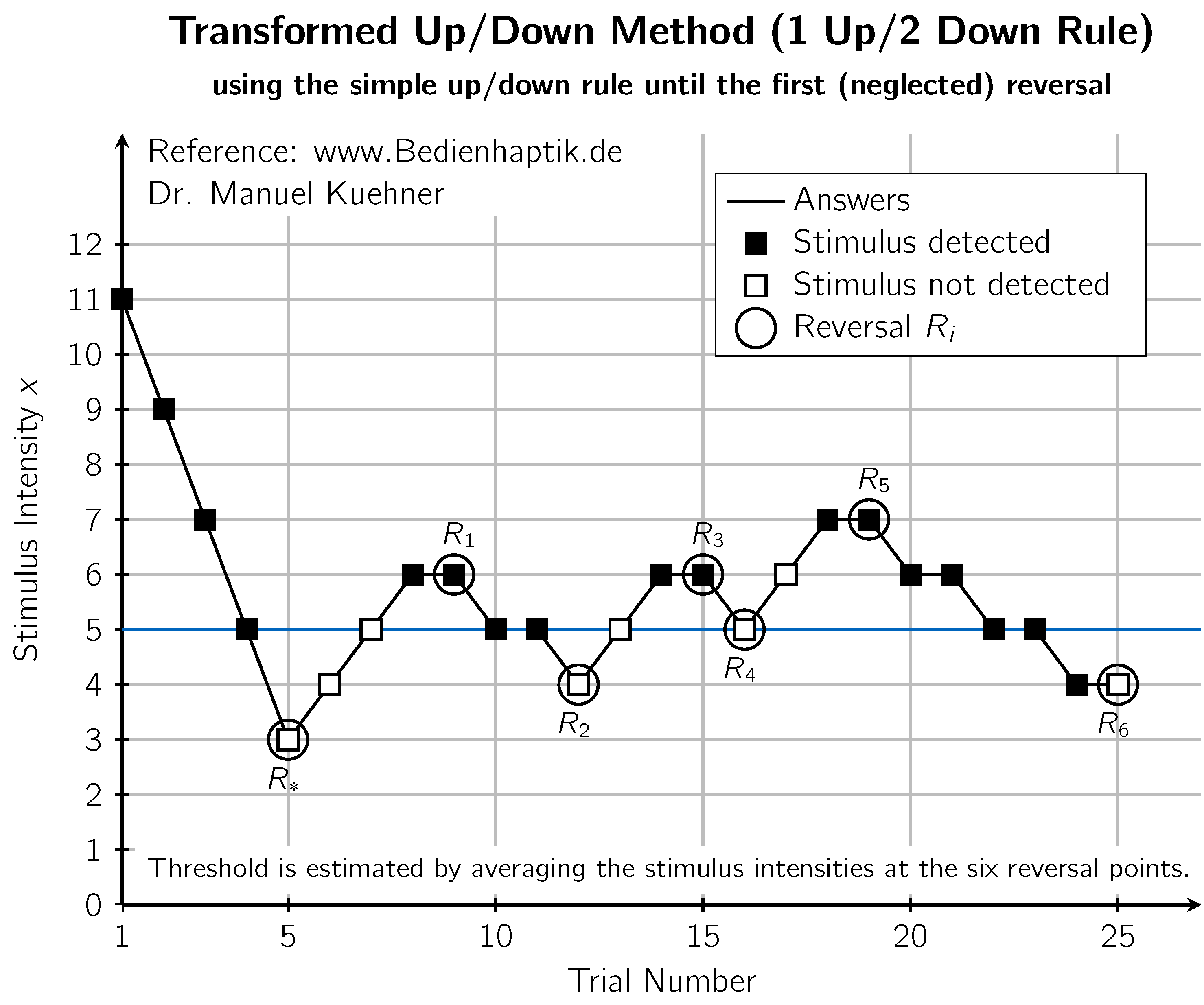
Diagrama que muestra un procedimiento de escalera específico: Método Transformado Arriba/Abajo (regla 1 arriba/2 abajo). Hasta la primera inversión (que se ignora), se utiliza la regla simple arriba/abajo y un tamaño de paso mayor.

La psicofísica es una rama de la psicología que estudia la relación entre la magnitud de un estímulo físico y la intensidad con la que este es percibido por parte de un observador. Su objetivo es poder hallar un escalamiento en donde pueda colocarse esta relación.
La psicofísica también se refiere a una clase general de métodos que pueden aplicarse para estudiar un sistema de percepción. Las aplicaciones modernas dependen en gran medida de la medición de umbrales,  análisis del observador ideal y la teoría de detección de señales. 
La psicofísica tiene aplicaciones prácticas amplias e importantes. Por ejemplo, en el estudio del procesamiento de señales digitales, la psicofísica ha informado el desarrollo de modelos y métodos de compresión con pérdidas. Estos modelos explican por qué los humanos perciben muy poca pérdida de calidad de la señal cuando las señales de audio y video se formatean mediante compresión con pérdida.

## Historia
El primer tratado en el que se utiliza la psicofísica es el tratado El contador de arena, escrito por Arquimides en el siglo III a. C., posteriormente fue desarrollada por Hermann von Helmholtz.
La investigación en psicofísica se centró inicialmente en el sentido de la visión durante el siglo XIX, pero su interés rápidamente se expandió a los demás sentidos.
Muchas de las técnicas y teorías clásicas de la psicofísica se formularon en 1860 cuando Gustav Theodor Fechner publicó Elemente der Psychophysik (Elementos de psicofísica) en Leipzig.  Acuñó el término "psicofísica", que describe las investigaciones destinadas a relacionar los estímulos físicos con los contenidos de la conciencia, como las sensaciones (Empfindungen). Como físico y filósofo, Fechner se propuso desarrollar un método que relacionara la materia con la mente, conectando el mundo públicamente observable y la impresión que una persona experimenta de él en privado. Sus ideas se inspiraron en resultados experimentales sobre el sentido del tacto y la luz obtenidos a principios de la década de 1830 por el fisiólogo alemán Ernst Heinrich Weber en Leipzig,   en particular aquellos sobre la diferencia mínima discernible en la intensidad de estímulos de fuerza moderada. (diferencia simplemente notable; jnd) que Weber había demostrado que era una fracción constante de la intensidad de referencia, y a la que Fechner se refería como ley de Weber. De esto, Fechner derivó su conocida escala logarítmica, ahora conocida como escala de Fechner. El trabajo de Weber y Fechner formó una de las bases de la psicología como ciencia, y Wilhelm Wundt fundó el primer laboratorio de investigación psicológica en Leipzig (Institut für experimentelle Psychologie). El trabajo de Fechner sistematizó el enfoque introspeccionista (la psicología como ciencia de la conciencia), que tuvo que competir con el enfoque conductista en el que incluso las respuestas verbales son tan físicas como los estímulos.
El trabajo de Fechner fue estudiado y ampliado por Charles S. Peirce, con la ayuda de su alumno Joseph Jastrow, quien se convirtió en un distinguido psicólogo experimental por derecho propio. Peirce y Jastrow confirmaron en gran medida los hallazgos empíricos de Fechner, pero no todos. En particular, un experimento clásico de Peirce y Jastrow rechazó la estimación de Fechner del umbral de percepción de los pesos. De hecho, en su experimento, Peirce y Jastrow inventaron experimentos aleatorios: asignaron voluntarios al azar a un diseño ciego de medidas repetidas para evaluar su capacidad para discriminar pesos.     Sobre la base de sus resultados, argumentaron que las funciones subyacentes eran continuas y que no existe ningún umbral por debajo del cual no se detecte una diferencia en magnitud física. El experimento de Peirce inspiró a otros investigadores en psicología y educación, que desarrollaron una tradición de investigación de experimentos aleatorios en laboratorios y libros de texto especializados en el siglo XX.    
Los experimentos de Peirce-Jastrow se llevaron a cabo como parte de la aplicación de Peirce de su programa de pragmaticismo a la percepción humana; otros estudios consideraron la percepción de la luz, etc.  Jastrow escribió el siguiente resumen: "Los cursos de lógica del Sr. Peirce me dieron mi primera experiencia real del músculo intelectual. Aunque rápidamente fui al laboratorio de psicología cuando eso fue establecido por Stanley Hall, fue Peirce quien me dio mi primera formación en el manejo de un problema psicológico, y al mismo tiempo estimuló mi autoestima al confiarme, entonces bastante inocente de hábitos de laboratorio, una verdadera investigación. Me prestó el aparato, que llevé a mi habitación, instalado junto a mi ventana, y con el que, cuando las condiciones de iluminación eran adecuadas, realizaba las observaciones. Los resultados se publicaron bajo nuestros nombres comunes en las Actas de la Academia Nacional de Ciencias. La demostración de que rastros de efectos sensoriales demasiado leves para ser registrados en la conciencia podían, no obstante, influir en el juicio, puede haber sido en sí mismo un motivo persistente que me indujo años más tarde a escribir un libro sobre El subconsciente. Este trabajo distingue claramente el desempeño cognitivo observable de la expresión de la conciencia.
Los enfoques modernos de la percepción sensorial, como las investigaciones sobre la visión, el oído o el tacto, miden lo que el juicio del perceptor extrae del estímulo, dejando a menudo de lado la cuestión de qué sensaciones se están experimentando. Un método líder se basa en la teoría de detección de señales, desarrollada para casos de estímulos muy débiles. Sin embargo, el enfoque subjetivista persiste entre quienes siguen la tradición de Stanley Smith Stevens (1906 – 1973). Stevens revivió la idea de una ley de potencia sugerida por los investigadores del siglo XIX, en contraste con la función log-lineal de Fechner (cf. ley de potencia de Stevens). También abogó por la asignación de números en proporción a la intensidad de los estímulos, lo que se denomina estimación de magnitud. Stevens añadió técnicas como la producción de magnitudes y el emparejamiento entre modalidades. Se opuso a la asignación de intensidades de estímulo a puntos de una línea que están etiquetados en orden de intensidad. Sin embargo, ese tipo de respuesta sigue siendo popular en la psicofísica aplicada. Estos diseños de categorías múltiples a menudo se denominan erróneamente escala Likert por los ítems de preguntas utilizados por Likert para crear escalas psicométricas de múltiples ítems, por ejemplo, siete frases desde "muy de acuerdo" hasta "muy en desacuerdo".
Omar Khaleefa  ha sostenido que el científico medieval Alhazen debería ser considerado el fundador de la psicofísica. Aunque al-Haytham hizo muchos informes subjetivos sobre la visión, no hay evidencia de que utilizara técnicas psicofísicas cuantitativas y tales afirmaciones han sido rechazadas. 

## Umbrales
Los psicofísicos suelen emplear estímulos experimentales que pueden medirse objetivamente, como tonos puros que varían en intensidad o luces que varían en luminancia. Se han estudiado todos los sentidos: visión, oído, tacto (incluida la piel y la percepción entérica), gusto, olfato y sentido del tiempo. Independientemente del dominio sensorial, existen tres áreas principales de investigación: umbrales absolutos, umbrales de discriminación y escalamiento.
Un umbral (o limen) es el punto de intensidad en el que el participante puede detectar la presencia de un estímulo (umbral absoluto) o la presencia de una diferencia entre dos estímulos (umbral de diferencia). Los estímulos con intensidades por debajo del umbral se consideran no detectables (o subliminales). Los estímulos en valores suficientemente cercanos a un umbral a menudo serán detectables en cierta proporción de ocasiones; por tanto, se considera umbral el punto en el que se detecta un estímulo, o un cambio en un estímulo, en una proporción p de ocasiones.

### Detección
Un umbral absoluto es el nivel de intensidad de un estímulo en el que el sujeto es capaz de detectar la presencia del estímulo en cierta proporción del tiempo (a menudo se utiliza un nivel p del 50%).  Un ejemplo de umbral absoluto es el número de pelos del dorso de la mano que se deben tocar antes de poder sentirlo: es posible que un participante no pueda sentir un solo pelo que se toca, pero puede sentir dos o tres como máximo. esto excede el umbral. El umbral absoluto también suele denominarse umbral de detección. Se utilizan varios métodos diferentes para medir umbrales absolutos (como con los umbrales de discriminación; ver más abajo).

### Discriminación
Un umbral de diferencia (o diferencia apenas perceptible, JND) es la magnitud de la diferencia más pequeña entre dos estímulos de diferentes intensidades que el participante es capaz de detectar en cierta proporción del tiempo (el porcentaje depende del tipo de tarea). Para probar este umbral, se utilizan varios métodos diferentes. Se le puede pedir al sujeto que ajuste un estímulo hasta que lo perciba como el mismo que el otro (método de ajuste), se le puede pedir que describa la dirección y magnitud de la diferencia entre dos estímulos, o se le puede pedir que decida si las intensidades en un par de estímulos son iguales o no (elección forzada). La diferencia apenas perceptible (JND) no es una cantidad fija; más bien, depende de qué tan intensos sean los estímulos que se miden y del sentido particular que se mide.  La ley de Weber establece que la diferencia apenas perceptible de un estímulo es una proporción constante a pesar de la variación en intensidad. 
En los experimentos de discriminación, el experimentador busca determinar en qué punto es detectable la diferencia entre dos estímulos, como dos pesos o dos sonidos. Al sujeto se le presenta un estímulo, por ejemplo, un peso, y se le pide que diga si otro peso es más pesado o más liviano (en algunos experimentos, el sujeto también puede decir que los dos pesos son iguales). En el punto de igualdad subjetiva (PSE), el sujeto percibe que los dos pesos son iguales. La diferencia apenas perceptible,  o diferencia limen (DL), es la magnitud de la diferencia en los estímulos que el sujeto nota en una proporción p del tiempo (el 50% se usa generalmente para p en la tarea de comparación). Además, se puede utilizar un paradigma deelección forzada de dos alternativas (2-afc) para evaluar el punto en el que el desempeño se reduce al azar al discriminar entre dos alternativas (p normalmente será 75% ya que p = 50% corresponde al azar). en la tarea 2-afc).
Los umbrales absolutos y diferenciales a veces se consideran similares en principio porque siempre hay ruido de fondo que interfiere con nuestra capacidad de detectar estímulos.  